# Alyssopsis
Alyssopsis Mill.  é um género botânico pertencente à família Brassicaceae.

## Espécies
- Alyssopsis deflexa
- Alyssopsis drummondii
- Alyssopsis drumondii
- Alyssopsis kotschyi
- Alyssopsis mollia
- Alyssopsis sagittata
- Alyssopsis straussii
- Alyssopsis trinervis